# 余呉湖

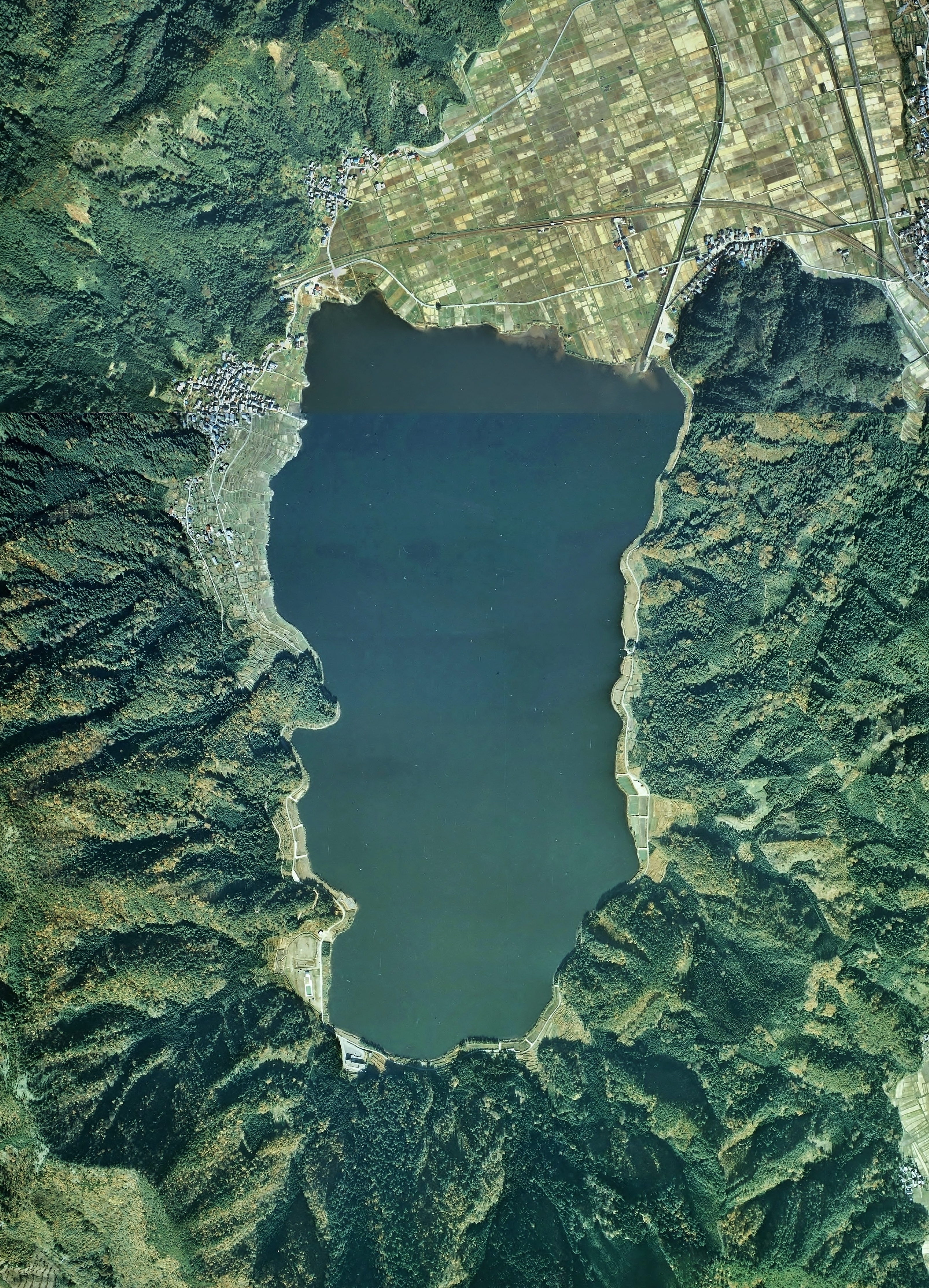
余呉湖付近の空中写真。1975年撮影の4枚を合成作成。
。

余呉湖（よごこ、よごのうみ）は、滋賀県長浜市にある湖。「大江」（琵琶湖）に対して「伊香小江（いかごのおえ）」と称されたほか、湖面が穏やかなことから「鏡湖」とも呼ばれる。

## 概要
琵琶湖の北側に位置し、琵琶湖とは賤ヶ岳（標高422m）で隔てられている。東西1.2キロメートル (0.9km)、南北2.3キロメートル (1.8km)、周囲6.4キロメートル（6.2km）、面積1.97平方キロメートル、最大水深13.5メートル（14.5m、13.0m）、平均水深7.4メートル。総貯水量1470万立方メートル。水面の標高は133メートル (132.8m) で、琵琶湖よりおよそ50メートル（約47.0m）高い位置にある。琵琶湖と同じ断層湖で、形成は約100-200万年前と見られ、古い琵琶湖の一部であったものが約3万年前に分かれたとされる。
余呉湖にはイワトコナマズ（余呉湖・琵琶湖にのみ生息）、ワカサギ、フナ、コイ、ウナギ、ナマズ、テリブナなどの魚類が生息する。冬季はワカサギ釣りが行われるほか、多くの水鳥も飛来する。近年は外来魚の生態系への影響が問題になっている。オオクチバスおよびブルーギルの捕獲駆除量は年間2トン前後となり、今後の駆除方法が模索されている。
1583年4月に羽柴秀吉と柴田勝家が争った賤ヶ岳の戦いは余呉湖周辺が戦場となった。

## 治水・開発
- 安土桃山時代（1573-1603年） : もともとは閉鎖湖であったが、湖の氾濫防止のための排水路として、北東部に江土川（現在の高田川）が掘削される[9]。
- 1956年（昭和31年）-1959年（昭和34年） : 余呉川総合開発事業の一環として、周辺地域の洪水対策と用水確保のため、湖の北東を流れる余呉川から余呉湖までの導水路を開削、並びに湖東岸から余呉川への放水路トンネルが掘削される[9][10][11]。
- 1964年（昭和39年）-1969年（昭和44年） : 湖北地方への水供給安定化のため、琵琶湖からの揚水トンネルが造られる[9][11]。
- 1971年（昭和46年）- : 滋賀県の余呉湖総合開発事業により、湖周辺に国民宿舎、野外活動センター、湖岸緑地、遊歩道などが造られる[9][11]。

## 浄化
- 1975年（昭和50年）- : 赤潮が発生するようになったため[12]、富栄養化対策が行われている[7]。
- 1988年（昭和63年）- : 周辺集落の農業集落排水処理施設を整備し、以前は各戸から個別に排出されていた生活排水を、処理場に集めて一括浄化して放水するようになる[13]。
- 1993年（平成5年）- : 余呉湖水質保全対策事業により、湖内に間欠式空気揚水筒を設置（1993年〈平成5年〉に2基稼働、1996年〈平成8年〉に3基稼働）[13]。低層水を持ち上げて循環させ、低層水の無酸素状態を解消し、植物プランクトンの異常増殖を抑制する[13]。
- 2002年（平成14年） - : 深層曝気装置を設置[13]。湖底近くにコンプレッサーで送気し、湖水の上昇・下降や横への広がりにより、深層水の酸素を増やし、アオコの増殖を防ぐ[13]。

## 伝説
JR余呉駅に近い湖北岸には、羽衣伝説で天女が羽衣を掛けたといわれる「天女の衣掛柳」があったが、2017年〈平成29年〉10月、台風により倒壊。日本最古の天女伝説の地といわれ、ほかの地域の羽衣伝説では、羽衣を掛けるのは松や岩などが多いが、余呉では柳といわれている。なお、2017年（平成29年）に倒壊した柳（マルバヤナギ）は、伝説にまつわる北野神社から移植された2代目であった。
湖に入水した菊石姫の龍伝説もあり、菊石の投げた龍の目玉の跡がついたという「目玉石」があるほか、付近には蛇身の菊石姫が休んだといわれる「蛇の枕石」も知られる。

## 余呉の詩歌
衣手に余呉の浦風さえさえて己高山（こだかみやま）に雪降りにけり （源頼綱 「近江百人一首」『金葉和歌集』）

## 交通アクセス
- JR西日本北陸本線余呉駅下車、徒歩5分[2]。
- 北陸自動車道木之本ICから車で10分[2]。

## 余呉湖の風景
|                  |                        |                  |                              |
| 北から望む余呉湖 | 北の緑地から望む余呉湖 | 南から望む余呉湖 | 賎ヶ岳から望む余呉湖と横山岳 |